# ليسيس (حوار)
ليسيس (باليونانية: Λύσις) هو حوار أفلاطوني يناقش فيه طبيعة الصداقة. ويصنف عادة ضمن حواراته المبكرة.
الشخصيات الرئيسية هي سقراط، والأولاد ليسيس ومينيكسينوس وهم صديقان، وكذلك هيبوثالس، الذي يرتبط مع ليسيس بحب غير مشروط، وبالتالي يخفي نفسه وراء المستمعين بعد المحادثة الأولى. يقترح سقراط أربعة مفاهيم ممكنة بشأن الطبيعة الحقيقية للصداقة:
- الصداقة بين أناس متماثلين، وفسرها سقراط بأنها صداقة بين رجال صالحين.
- الصداقة بين أناس متباينين.
- الصداقة بين أناس الذين ليسوا صالحين أو سيئين وصالحين.
- الصداقة الناشئة تدريجيا: صداقة بين الذين لهم صلة قرابة (οἰκεῖοι "لا أقارب") وفقا لطبيعة نفوسهم.

من بين جميع هذه الخيارات، يعتقد سقراط أن الإمكانية المنطقية الوحيدة هي الصداقة بين الناس الأخيار والذين هم ليسوا بالأخيار أو الأشرار.
في النهاية، يبدو أن سقراط تجاهل كل هذه الأفكار واعتبرها خاطئة، رغم أن تفنيده شبه المنطقي يحمل تلميحات قوية بالسخرية منها.